# Campeonato Europeo de Patinaje Artístico sobre Hielo de 1905
El X Campeonato Europeo de Patinaje Artístico sobre Hielo se realizó en Bonn (Alemania) en enero de 1905. Fue organizado por la Unión Internacional de Patinaje sobre Hielo (ISU) y la Unión Alemana de Patinaje sobre Hielo.

## Resultados
| Puesto | Nombre          | País     |
| ------ | --------------- | -------- |
| Oro    | Max Bohatsch    | Austria  |
| Plata  | Heinrich Burger | Alemania |
| Bronce | Karl Zenger     | Alemania |

## Medallero
| Núm. | País     | Oro | Plata | Bronce | Total |
| ---- | -------- | --- | ----- | ------ | ----- |
| 1    | Austria  | 1   | 0     | 0      | 1     |
| 2    | Alemania | 0   | 1     | 1      | 2     |
|      | TOTAL    | 1   | 1     | 1      | 3     |